# Acartus
Acartus es un género de escarabajos longicornios de la tribu Acanthocinini.

## Especies
- Acartus biplagiatus (Aurivillius, 1926)
- Acartus bituberosus Breuning, 1959
- Acartus hirtus Fahroeus, 1872
- Acartus hirtus abyssinicus Breuning, 1955
- Acartus penicillatus (Aurivillius, 1907)
- Acartus penicillatus ruficollis Breuning, 1981
- Acartus penicillatus varii Breuning, 1981
- Acartus rufus Breuning, 1964
- Acartus subinermis Lepesme & Breuning, 1957